# Tsung
Tsung (від англ. Tsunami-Next Generation, раніше відомий як IDX-Tsunami) — мульти-протокольний засіб тестування продуктивності мережевих сервісів. Програма симулює активність великого числа віртуальних користувачів і може застосовуватися для навантажувального і стрес-тестування таких служб, як HTTP, WebDAV, SOAP, PostgreSQL, MySQL, LDAP і Jabber/XMPP. Початковий код Tsung написаний мовою програмування Erlang.
Розробку Tsung почав Nicolas Niclausse в 2001 році. Спочатку це була розподілена система для навантажувального тестування jabber для внутрішніх потреб компанії IDEALX (зараз OpenTrust). Через кілька місяців проект розвинувся у відкритий мультипротокольний інструмент для навантажувального тестування. Підтримка HTTP була додана в 2003 році.